# Cédric Villani
Cédric Villani (Brive-la-Gaillarde, 5 ottobre 1973) è un matematico e politico francese, attivo nel campo delle equazioni differenziali alle derivate parziali e della fisica matematica,  vincitore della medaglia Fields nel 2010. Eletto deputato nel 2017, è stato direttore dell'istituto Henri-Poincaré dal 2009 al 2017.

## Biografia

### Attività professionale
Villani studia all'École normale supérieure dal 1992 al 1996, dove viene nominato ricercatore. Consegue il dottorato all'Università di Parigi Dauphine, nel 1998, sotto la supervisione di Pierre-Louis Lions. Nel 2000 diventa professore all'École Normale Supérieure di Lione, dove insegna fino al 2010, anno in cui si trasferisce all'Università Claude Bernarde di Lione 1.
Dal 2009 è il direttore dell'istituto Henri-Poincaré.
Villani è anche autore di un romanzo Théorème vivant (Ed. Grasset, 2012, ISBN 2-246-79882-5), incentrato sull'attività di ricerca matematica e sul caotico percorso creativo che conduce a una scoperta matematica. Il libro è stato tradotto in italiano nel 2013 (Il Teorema vivente, Rizzoli, 2013, ISBN 978-88-17-06363-0).
È anche autore, con il compositore Karol Beffa, del libro  Les Coulisses de la création, Flammarion, 2015, ISBN 2081362465.

### Attività politica
Dopo aver sostenuto Emmanuel Macron alle elezioni presidenziali in Francia del 2017, alle elezioni legislative dello stesso anno viene candidato all'Assemblea nazionale ed eletto deputato per La République En Marche nella 5ª circoscrizione dell'Essonne.
Nel 2019 Villani ha chiesto di essere selezionato per guidare la lista dei candidati LREM per le elezioni a sindaco di Parigi del 2020.  Nel luglio 2019 era uno dei tre candidati di La République En Marche, tutti deputati dell'Assemblea nazionale;  gli altri due erano Benjamin Griveaux (ex portavoce del governo) e Hugues Renson (ex vicepresidente dell'Assemblea nazionale). Il 10 luglio il comitato per le nomine ha scelto Griveaux.  Il 4 settembre Villani ha annunciato ufficialmente la sua candidatura per le elezioni comunali, in dissidenza quindi con la decisione presa dai vertici di En Marche.

## Vita privata
Sposato con Claire, una biologa conosciuta all'École Normale Supérieure, ha due figli.
Interrogato sulla religione, si definisce agnostico.

## Studi
Villani ha lavorato sulla teoria delle equazioni differenziali alle derivate parziali coinvolte nella meccanica statistica; in particolare sull'equazione di Boltzmann, sulla quale, insieme a Laurent Desvillettes, è stato il primo a dimostrare come la convergenza veloce si verifichi per valori non vicini al punto di equilibrio. Sullo stesso argomento ha pubblicato anche insieme a Giuseppe Toscani. Ha lavorato inoltre sulla teoria del trasporto ottimale e sulle sue applicazioni in geometria differenziale. Ha ricevuto la medaglia Fields nel 2010 per i suoi lavori sullo smorzamento di Landau e sull'equazione di Boltzmann.

## Premi
- Premio Jacques Herbrand (2007)
- Premio dell'European Mathematical Society (2008)
- Premio Fermat (2009)
- Premio Henri Poincaré (2009)
- Medaglia Fields (2010)
- Premio Gili Agostinelli (2012)
- Prix François-Mauriac per il romanzo Théorème vivant (2013)